# Alpejski gończy krótkonożny
Alpejski gończy krótkonożny – jedna z ras psów, należąca do grupy psów gończych, posokowców i ras pokrewnych. Zaklasyfikowana do sekcji posokowców. Według FCI podlega próbom pracy.

## Rys historyczny
Psy typu jamniko-gończego występowały na terenie Alp Bawarskich, Alp Austriackich oraz w Gryzonii. Rasa powstała na skutek skrzyżowania psów gończych i jamnika. Zanim ustalono standard tej rasy, psy te nie były jednolite pod względem eksterieru, lecz pod względem użytkowości, do której przykładano największą wagę. Wszystkie sprawdzały się na polowaniach w trudnych warunkach górskich. Starania w kierunku opracowania wzorca i otworzenia czystych hodowli zostały zwieńczone założeniem 15 marca 1896 r. w Monachium "Międzynarodowego Klubu Jamniko-Gończych". W dwanaście lat później klub ten rozpadł się tworząc kilka mniejszych jednostek. Przez FCI Alpejski gończy krótkonożny został uznany w 1975 r. Obowiązujący standard opublikowano 10 października 1995 r.

## Wygląd
Ze względu na budowę zewnętrzną tych psów, przypominającą formę pośrednią pomiędzy jamnikiem a psem gończym, zalicza się je do grupy psów jamniko-gończych.

### Szata i umaszczenie
Sierść jest krótka i gładka poza szyją i ogonem na którym występuje szczotka.
Umaszczenie jest czarne, brązowe, czarne z rudordzawym nalotem, czerwone lub czerwone z czarnymi znaczeniami.

## Zachowanie i charakter
Alpejski gończy krótkonożny jest psem wytrzymałym i upartym, odpornym na niekorzystne warunki atmosferyczne.

## Użytkowość
Pies używany do polowań w górach, jako posokowiec – do tropienia po "farbie" zranionej zwierzyny grubej oraz jako pies gończy na dziki, zające i lisy. Nadaje się na psa do towarzystwa, choć z powodu swojej użytkowości jest przeważnie w posiadaniu myśliwych.

## Popularność
Rasa ta w Polsce jest rzadko spotykana, większą popularnością cieszy się w rejonach z których pochodzi, czyli w alpejskich częściach Austrii czy Bawarii.